# Wendy Espinal
Wendy Espinal es una cineasta y gestora cultural dominicana. Ha sido galardonada en múltiples ocasiones con el premio del Fondo para la Promoción Cinematográfica y Oxfam Intermón, entre otros. Como realizadora joven, sus creaciones no ficcionales se han orientado hacia la visibilización del paisaje y vida cotidiana de República Dominicana, en especial de las mujeres. 

## Estudios
Es egresada de la Escuela de Artes y Comunicaciones de la Universidad APEC, la Escuela Nacional de Arte Dramático, y tiene un Master Erasmus Mundus en Historia y Patrimonio Cultural  por la Universidad Sorbonne, Universidade de Évora y la Universitá degli Studi di Padova. También participó en talleres internacionales con Susana Barriga, María José Díez, , Lucrecia Martel, Marcos Pimentel, Pedro Loeb, Belkis Vega, Eduardo Milewicz, Bob McAndrew, Hernán Musaluppi, Eliseo Altunaga, entre otros cineastas.

## Trayectoria
Inició su carrera como realizadora con los cortometrajes documentales Cosecha (2015) (3r Premio Festival Cortometrajes “Mujer y Trabajo” Intermón Oxfam), Alimento (2016) y  Mujeres tierra (2016), que componen juntos un tríptico que detalla la vida rural dominicana. A éstos siguió el largometraje Sinfonía Rural (premio FOPROCINE e Ibermedia al Desarrollo), la instalación audiovisual Estado: Rural, con el que formó parte del XXVI Concurso de Arte Eduardo León Jimenes y El mundo que nos rodea (2019) (Premio FOPROCINE).
Como productora  ha trabajado en múltiples proyectos culturales y cinematográficos, incluyendo largometrajes como The Rhythm Section (Reed Morano, 2019), Cocote (NC de los Santos, 2017), Beauty Kingdom (LA Guzmán & I. Cárdenas, 2018), Petra (J. Rosales, 2018), El Rey de la Habana (A. Villaronga, 2015) , El Cosmonauta (N. Alcalá, 2013). También ha trabajado en la producción de  eventos como el Festival DocumentaMadrid, AniMadrid, UEFA Champions League , MTV European Music Awards , Madrid Tenis Open, Latin Grammy Awards , Festival Presidente de Música Latina, Premios Casandra y Festival Internacional de Danza EDANCO, entre otros. También ha sido conferencista en el BccN Barcelona Creative Commons Film Festival y la Semana Joven de Logroño.

## Filmografía
- West World, 2020 (serie de televisión). Coordinadora de estancia y viaje.
- El ritmo de la venganza, 2020 (largometraje). Asistente de coordinadora de producción.
- El mundo que nos rodea, 2019 (corto documental). Productora, directora y escritora.
- The Crown, 2019 (serie de televisión). Secretaria de coordinación.
- La fiera y la fiesta, 2019 (largometraje). Coordinadora de producción.
- Petra, 2018 (largometraje). Coordinadora de Producción.
- El silencio del viento, 2017 (largometraje). Jefa de producción.
- Cocote, 2017 (largometraje). Jefa de producción.
- Alimento, 2016 (corto documental). Productora, directora y escritora.
- Mujeres tierra, 2016 (corto documental). Productora, directora y escritora.
- Cosecha, 2015 (corto documental). Productora, directora y escritora.
- El rey de la Habana, 2015 (largometraje). Secretaria de producción.
- El cosmonauta, 2013 (largometraje). Jefa de producción.
- Me corta el rollo, 2010 (cortometraje). Actriz.
- Hermanos & Detectives, 2009 (serie de televisión). Actriz.